# Dust 514
Dust 514 foi um jogo de video, "free-to-play", do género MMOFPS localizado no Universo Eve, atualmente em desenvolvimento pela CCP Games. Foi anunciado em agosto de 2009 na Game Developers Conference em Colónia, Alemanha com um pequeno video mostrando a jogabilidade. É o primeiro jogo desenvolvido pela CCP desde Eve Online, e está a ser desenvolvido pelo estúdio de Xangai da CCP. De acordo com Hilmar Veigar Petursson, CEO da CCP Games, o jogo está a ser desenvolvido em exclusivo para a PlayStation 3.